# Вико Панчелорум
Вико Панчелорум (итал. Vico Pancellorum) јесте насеље у Италији у округу Лука, региону Тоскана.
Према процени из 2011. у насељу је живело 136 становника. Насеље се налази на надморској висини од 560 м.